# Tree Island, British Columbia
Tree Island är en ö i Kanada.   Den ligger i provinsen British Columbia, i den södra delen av landet, 3 500 km väster om huvudstaden Ottawa.
Runt Tree Island är det i huvudsak tätbebyggt. Runt Tree Island är det tätbefolkat, med 982 invånare per kvadratkilometer.